# (10645) Brač
(10645) Brač (1999 ES4) – planetoida z grupy pasa głównego asteroid okrążająca Słońce w ciągu 4,33 lat w średniej odległości 2,66 j.a. Odkryta 14 marca 1999 roku.